# Todd Skinner
Todd Skinner (ur. 28 października 1958 – zm. 23 października 2006) – amerykański wspinacz. Znany głównie z klasycznego pokonywania najtrudniejszych dróg wspinaczkowych.
Zginął w wypadku w trakcie zjazdu ze szczytu Leaning Tower w Parku Narodowym Yosemite z powodu pęknięcia łącznika starej uprzęży wspinaczkowej.

## Najważniejsze uklasycznienia
- The Salathe Wall, El Capitan, Park Narodowy Yosemite
- północna ściana Mount Hooker, Wind River Range
- The Great Canadian Knife, Cirque of the Unclimbables, Jukon
- północno-zachodnia ściana Half Dome, Park Narodowy Yosemite
- wschodnia ściana Trango Tower, Karakorum
- War and Poetry, Ulamertorsuaq, Przylądek Farewell, Grenlandia
- wschodnia ściana Poi, góry Ndoto, północna Kenia[1]